# Géza Maróczy

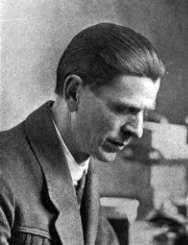
Géza Maróczy

Géza Maróczy (Szeged, 3 maart 1870 - Boedapest, 29 mei 1951) was een Hongaarse schaker. In 1895 behaalde hij de meestertitel te Hastings.
Maróczy studeerde wiskunde en vond schaken een uitstekende afleiding. Hij beschikte over een sterke verdediging en was in het eindspel uitstekend. Hij wilde dan ook wereldkampioen schaken worden en in 1906 werd Emanuel Lasker voor een tweekamp uitgedaagd, deze is echter nooit gespeeld. Hij leidde de matches tussen Max Euwe en Aleksandr Aljechin in 1935 en 1937 Maróczy heeft onder andere het boek "Paul Morphy" geschreven.
Hij heeft een tiental varianten ontwikkeld. De Maróczy-aanval in de schaakopening Caro Kann is er een van: 1.e4 c6 2.d4 d5 3.Pc3 de 4.Pe4 Lf5 5.Pg3 Lg6 6.f4